# La petita Havana (Little Havana)
La petita Havana és un barri cubà a la ciutat de Miami. Encara que hi ha moltes comunitats cubanes a tot el món, la comunitat a Miami és particularment vibrant perquè Miami té la major població de cubans fora de l'illa de Cuba. Des de 2011, la petita Havana té la major concentració d'hispans a Miami - 98%.
Hi ha un munt de coses interessants que fer en aquest barri. Es pot anar a veure una pel·lícula al Teatre Tower - una sala de cinema independent d'execució pel Miami-Dade College. També pot observar els vells juguen al dòmino durant qualsevol hora del dia al Parc del Dòmino. Aquests dos llocs estan un al costat de l'altre i estan situats al llarg del Carrer Vuit - o Calle Ocho.
No obstant això, l'aspecte més important de la petita Havana és el menjar. Els dos llocs més notables per menjar el menjar cubà són Versailles i La Carreta. Aquests dos restaurants també són al Carrer Vuit, ja que és la via principal del barri.
Conduint pel Carrer Vuit és una excel·lent atracció turística, així perquè es pot veure petits trossos de la història de Cuba on vagi. La petita Havana és una part tan important de la ciutat de Miami com el poble cubà.